# Sofia Åstedt
Sofia Åstedt (13 de noviembre de 2003) es una deportista sueca que compite en natación, especialista en el estilo libre. Ganó una medalla de plata en el Campeonato Europeo de Natación de 2022 y una medalla de oro en el Campeonato Europeo de Natación en Piscina Corta de 2023.

## Palmarés internacional
| Campeonato Europeo                  | Campeonato Europeo | Campeonato Europeo | Campeonato Europeo |
| Año                                 | Lugar              | Medalla            | Prueba             |
| ----------------------------------- | ------------------ | ------------------ | ------------------ |
| 2022                                | Roma (Italia)      | Medalla de plata   | 4 × 100 m libre    |
| Campeonato Europeo en Piscina Corta |                    |                    |                    |
| Año                                 | Lugar              | Medalla            | Prueba             |
| 2023                                | Otopeni (Rumania)  | Medalla de oro     | 4 × 50 m libre     |